# أليستير إدواردز
أليستير إدواردز (بالإنجليزية: Alistair Edwards)‏ (21 يونيو 1968 بوايللا في أستراليا - ) هو مدرب كرة قدم ولاعب كرة قدم أسترالي في مركز الهجوم. شارك مع منتخب أستراليا تحت 20 سنة لكرة القدم ومنتخب أستراليا لكرة القدم. أما مع النوادي، فقد لعب مع برايتون أند هوف ألبيون ونادي برث غلوري ونادي رينجرز ونادي سلاغور ونادي سيدني أوليمبيك ونادي ميلوول ونادي جوهر درول تقسيم 2 وSarawak FA State Football Team ‏ وSingapore FA ‏.

## وصلات خارجية
- أليستير إدواردز على موقع الاتحاد الدولي (مؤرشف)  (الإنجليزية)
- أليستير إدواردز على موقع قاعدة بيانات كرة القدم.إي يو (الإنجليزية)
- أليستير إدواردز على موقع ناشيونال فوتبول تيمز (الإنجليزية)